# Арес Боргезе
Арес Боргезе — римська статуя часів ранньої імперії заввишки 211 см з колекції Боргезе, в 1807 році придбана Наполеоном для Лувру. Характерний шолом і браслет на нозі (подарунок Афродіти) вказують на те, що скульптура зображає бога війни. Скульптура Ареса є великою рідкістю, оскільки в давнину його культ не був поширений. Це копія грецької бронзової статуї, яка датується V століттям до н. е. і певний час приписувалася Алкамену.